# WWF Fully Loaded
Fully Loaded a fost un eveniment anual al WWF, a început în iulie 1998 și a avut loc pentru o perioadă de doi ani. În 2001, acest eveniment PPV a fost înlocuit de Invasion, și, ulterior, de Vengeance în 2002.

## Istoric

### 1998
Fully Loaded: In Your House a avut loc pe data de 26 iulie 1998, evenimentul fiind gazduit de Selland Arena
din Fresno, California.
- Val Venis l-a învins pe Jeff Jarrett (cu Tennessee Lee)
  - Venis l-a numarat pe Jarrett cu un "Roll-Up".
- D'Lo Brown (cu The Godfather) l-a învins pe X-Pac (cu Chyna)
  - Brown l-a numarat pe Pac dupa un "Sky High".
- Faarooq & Scorpio i-au învins pe Terry Funk & Bradshaw
  - Scorpio l-a numarat pe Funk dupa un "Scorpio Splash".
- Mark Henry l-a învins pe Vader 
  - Henry l-a numarat pe Vader dupa un "Big Splash".
- The Disciples of Apocalypse (8-Ball & Skull) i-au învins pe Legion of Doom 2000 (Road Warrior Hawk & Road Warrior Animal)
  - DOA l-au numarat pe Animal.
- Owen Hart l-a învins pe Ken Shamrock (cu Dan Severn arbitru special) într-un Dungeon Match
  - Owen a câștigat după ce l-a lovit inafara ringului cu o haltera.
- The Rock si Triple H (cu Chyna) a terminat fara rezultat într-un 2-out-of-3 Falls Match de 30 de minute pentru centura intercontinentala
  - Rock l-a numarat pe Triple H dupa un "Rock Bottom".
  - Triple H l-a numarat pe Rock dupa un DDT a lui Chyna.
  - Cu acest rezultat, The Rock a pastrat centura.
- The Undertaker & Campionul WWF Steve Austin i-au învins pe Kane & Mankind (cu Paul Bearer) castigand Campionatele pe echipe din WWF
  - Undertaker l-a numarat pe Kane dupa un "Tombstone Piledriver".

### 1999
Fully Loaded (1999) a avut loc pe data de 25 iulie 1999, evenimentul fiind gazduit de Marine Midland Arena
din Buffalo, New York.
- Sunday Night Heat match: Val Venis l-a învins pe Joey Abs 
  - Venis l-a numarat pe Abs
- Sunday Night Heat match: The Godfather l-a învins pe Meat
  - Godfather l-a numarat pe Meat dupa un "Pimp Drop".
- Sunday Night Heat match: Christian l-a învins pe Viscera
  - Christian l-a numarat pe Viscera.
- Jeff Jarrett (cu Debra) l-a învins pe Edge câștigând centura WWF Intercontinental Championship
  - Jarrett l-a numarat pe Edge dupa un "Stroke".
- The Acolytes (Faarooq & Bradshaw) i-au învins pe Michael Hayes & Hardy Boyz într-un Handicap match câștigând Campionatele la echipe din WWF
  - Bradshaw l-a numarat pe Hayes dupa un "Double Powerbomb".
- D'Lo Brown l-a învins pe Mideon câștigând centura WWF European Championship
  - Owen a câștigat după ce l-a lovit inafara ringului cu o haltera.
- The Big Boss Man l-a învins pe Al Snow câștigând centura WWF Hardcore Championship
  - Boss Man l-a numarat pe Snow dupa ce l-a lovit cu bara de metal.
- Ken Shamrock l-a învins pe Steve Blackman Iron Circle Match
  - Shamrock a castigat prin KO dupa ce la sufocat pe Blackman cu un lant de otel.
- Road Dogg & X-Pac i-au învins pe Mr. Ass & Chyna
  - Dogg l-a numarat pe Ass dupa un "Pumphandle Slam".
- Triple H l-a învins pe The Rock Strap Match
  - Triple H l-a numarat pe The Rock dupa un "Pedigree".
  - În timpul meciului, Chyna a intervenit atragândui atenția arbitrului.
  - În timpul meciului, Mr.Ass a intervenit atacândul pe The Rock.
  - Cu acest rezultat, Triple H a obținut o șansă pentru Campionatul WWF la Summerslam.
- Steve Austin l-a învins pe The Undertaker First Blood Match păstrându-și Campionatul din WWF
  - Austin l-a numarat pe Undertaker după ce l-a lovit cu o cameră de televiziune datorită intervenției lui X-Pac.
  - Dacă Austin pierdea, nu mai putea lupta pentru Campionatul WWF.

### 2000
Fully Loaded (2000) a avut loc pe data de 23 iulie 2000, evenimentul fiind gazduit de Reunion Arena
din Dallas, Texas.
- The Hardy Boyz (Matt & Jeff) & Lita i-au învins pe T&A (Test & Albert) & Trish Stratus. (13:12)
  - Lita a numărato pe Stratus după un "Litasault".
- Tazz l-a învins pe Al Snow (5:20)
  - Tazz l-a făcut pe Snow să cedeze cu un "Tazzmission".
- Perry Saturn (însoțit de Terri) l-a învins pe Eddie Guerrero (însoțit de Chyna) câștigând campionatul WWF European Championship (8:10)
  - Saturn l-a numărat pe Guerrero după un "Diving Elbow Drop".
- The APA (Faarooq & Bradshaw) a-u învins Campioni pe echipe din WWF Edge & Christian prin descalificare (5:29)
  - Edge și Christian a-u fost descalficați după ce Edge l-a lovit pe Farooq cu campionatul.
- Val Venis l-a învins pe Rikishi într-un Steel Cage Match păstrându-și campionatul WWF Intercontinental Championship (14:10)
  - Venis l-a numărat pe Rikishi după ce Tazz l-a lovit cu o cameră de televiziune înainte ca acesta să iasă din cușcă.
- The Undertaker l-a învins pe Kurt Angle (7:34)
  - Undertaker l-a numărat pe Angle după un "Last Ride".
- Triple H l-a învins pe Chris Jericho într-un Last Man Standing Match (23:11)
  - HHH a câștigat după ce Jericho nu s-a putut ridica de jos până la 10 după un suplex pe masa de transmisiune.
- The Rock l-a învins pe Chris Benoit (însoțit de Shane McMahon) păstrându-și Campionatul din WWF (22:09)
  - Rock l-a numarat pe Benoit după un "Rock Bottom".
  - În timpul meciului, Shane a intervenit în favoarea lui Benoit.